# Polarna fronta
Polarna fronta je področje, kjer zaradi vrtenja Zemlje druga ob drugi drse mrzli polarni zrak in toplejši zrak nad zmernimi geografskimi širinami. Ta meja se premika z letnim časom. 
Sama fronta ni ravna črta, temveč se ves čas premika in valovi.
Nahaja se okoli tečajnika.  
Glavni pojav tu so potujoče depresije, ki nastanejo kot motnje.